# Trechona
Trechona – rodzaj pająków z infrarzędu ptaszników i rodziny Dipluridae. Obejmuje 7 opisanych gatunków. Zamieszkują Amerykę Południową.

## Morfologia
Pająki te osiągają od 20 do 50 mm długości ciała. Ubarwienie mają od rudego przez brązowe do czarniawego, zawsze z jasnymi, kontrastującymi przepaskami poprzecznymi na opistosomie (odwłoku). Charakterystyczną cechą rodzaju jest budowa narządu strydulacyjnego na szczękach czyli liry. Ma ona postać płytkowatą z wieloma szeregami sztywnych szczecinek. Te w głównym szeregu są długie, tęgie, o wierzchołkach maczugowatych, a czasem nitkowatych. Te w pozostałych szeregach są krótsze, cieńsze, ostro zakończone i umieszczone przed głównymi, częściowo je zasłaniające. Ponadto poniżej nasadowej części szwu szczękowego obecne jest poletko szczecinek kolcowatych, a między lirą i nasadą owego szwu palisada długich, cienkich i gęsto rozmieszczonych szczecinek. U osobników bardzo młodych cechy liry mogą być jednak słabo rozwinięte. Stopy pary trzeciej i czwartej mają skopule gęstsze niż u rodzaju Harmonicon.

## Ekologia i występowanie
Rodzaj neotropikalny, endemiczny dla wschodniej i południowej Brazylii. Wszystkie gatunki występują w lasach atlantyckich oraz siedliskach przejściowych pomiędzy nimi a cerrado.

## Taksonomia
Takson ten wprowadzony został w 1850 roku przez Carla Ludwiga Kocha.
Do rodzaju tego należy 7 opisanych gatunków:
- Trechona adspersa Bertkau, 1880
- Trechona cotia Pedroso, de Miranda & Baptista, 2019
- Trechona diamantina Guadanuccia, Fonseca-Ferreira, Baptista & Pedroso, 2016
- Trechona excursora Pedroso, de Miranda & Baptista, 2019
- Trechona rufa Vellard, 1924
- Trechona uniformis Mello-Leitão, 1935
- Trechona venosa (Latreille, 1832)